# Heinrich I. (Werle)
Heinrich I., Herr zu Werle [-Güstrow]  (* um 1245; † 8. Oktober 1291 bei Saal ermordet); war 1277 bis 1281 Herr zu Werle und von 1281 bis 1291 Herr zu Werle-Güstrow.

## Leben
Nach dem Tod seines Vaters Nikolaus I. im Jahr 1277 regierte Heinrich I. zunächst zusammen mit seinen Brüdern Johann I. und Bernhard I. über Werle. Im Jahr 1281 entschloss man sich zur Teilung und Heinrich übernahm  die Herrschaft über den Bereich Werle-Güstrow. Er residierte auf der noch vorhandenen Burg Werle. Im Jahr 1291 wurde er von seinen Söhnen bei der Jagd erschlagen. Diese sahen nach der Wiederheirat des Vaters ihr Erbe bedroht. Nach seinem Tod wurden seine Söhne von Heinrichs Neffen Nikolaus II. entmachtet und verfolgt. Dieser übernahm die Regierung der Teilherrschaft und vereinigte damit die Herrschaft Werle. Heinrich war in erster Ehe mit Rikitsa Birgersdatter (um 1262 geheiratet) und etwa seit 1291 in zweiter Ehe mit Mathilde von Braunschweig-Lüneburg verheiratet.

## Kinder
- Nikolaus, † nach dem 15. Mai 1298 und vor 1300
- Heinrich II., † nach 1308 Herr von Penzlin
- Rixa von Werle, † 1316, ⚭ mit Albrecht dem Dicken von Braunschweig * um/vor 1268, † 22. September 1318